# Comunitat de municipis del País de Bégard
La Comunitat de municipis del País de Bégard (en bretó Kumuniezh kumunioù Bro Bear) és una antiga estructura intercomunal francesa, situada al departament de les Costes d'Armor a la regió Bretanya, al País de Guingamp. Tenia una extensió de 102,14 kilòmetres quadrats i una població de 8.434 habitants (2008).

## Composició
Agrupa 7 comunes :
1. Bégard
2. Kermoroc'h
3. Landebaeron
4. Pederneg
5. Sant-Laorañs
6. Skiñvieg
7. Tregonev